# Земо Хорхі
Земо Хорхі (груз. ზემო ხორხი) — село в Грузії.
За даними перепису населення 2014 року в селі проживає 22 особи.